# Серру-Азул (Парана)
Серру-Азул (порт. Cerro Azul) — муниципалитет в Бразилии, входит в штат Парана. Составная часть мезорегиона Агломерация Куритиба. Входит в экономико-статистический микрорегион Серру-Азул. Население составляет 16 559 человек на 2006 год. Занимает площадь 1341,187 км². Плотность населения — 12,3 чел./км².
Праздник города — 27 октября. 

## История
Город основан в 1882 году.

## Статистика
- Валовой внутренний продукт на 2003 год составляет 88 634 911,00 реалов (данные: Бразильский институт географии и статистики).
- Валовой внутренний продукт на душу населения на 2003 год составляет 5383,56 реалов (данные: Бразильский институт географии и статистики).
- Индекс развития человеческого потенциала на 2000 год составляет 0,684 (данные: Программа развития ООН).

## География
Климат местности: субтропический.